# Diana Aguavil
Diana Alexandra Aguavil Calazacón, née en 1983, est une femme politique équatorienne. 

## Biographie

### Formation
Diana Aguavil étudie au Instituto Japón puis à l'Université UTE (es). 

### Carrière politique
Elle fait part du parti politique Alianza Tsáchila. 
Depuis 2018, elle est la dirigeante du peuple des Tsa'chila,. Quand elle a succède à Javier Aguavil, elle devient la première femme à ce rôle, après 104 ans de domination masculine.

### Vie privée
Elle a une fille.